# Frank Hoffmeister
Frank Hoffmeister (Erfurt, Alemania, 9 de octubre de 1965) es un nadador alemán retirado especializado en pruebas de estilo espalda, donde consiguió ser medallista de bronce mundial en 1991 en los 4 x 100 metros.

## Carrera deportiva
En el Campeonato Mundial de Natación de 1991 celebrado en Perth (Australia), ganó la medalla de bronce en los relevos de 4 x 100 metros estilos, nadando el largo de espalda, con un tiempo de 3:42.13 segundos, tras Estados Unidos (oro con 3:39.66 segundos) y la Unión Soviética (plata con 3:40.41 segundos).